# Gary Neal
Gary Neal (* 3. Oktober 1984 in Baltimore, Maryland) ist ein ehemaliger US-amerikanischer Basketballspieler, der unter anderem sechs Jahre in der National Basketball Association (NBA) aktiv war.

## Karriere

### High School und College
Neal spielte anfangs für die La Salle University. In seiner Freshman-Saison dort wurde er gleich zu einem wichtigen Bestandteil seines Teams, er erzielte 18,6 Punkte bei einer Trefferquote von 40 % aus dem Feld und wurde aufgrund seiner Leistungen zum Atlantic 10 Conference Rookie of the Year gewählt.
Im Juni 2004 jedoch wurde Neal zusammen mit seinem Mitspieler Michael Cleaves wegen Vergewaltigung angeklagt. Der Fall entwickelte sich zu einem Skandal, da den Cheftrainern der beiden Basketballmannschaften der Universität, Billy Hahn (Herren) und John Miller (Damen), vorgeworfen wurde, im Jahr zuvor über einen weiteren Fall mutmaßlicher sexueller Nötigung unterrichtet worden zu sein, dies aber weder der Polizei noch der Universitätsleitung mitgeteilt zu haben. Beide Trainer mussten schließlich ihre Ämter aufgeben. Neal selbst wurde freigesprochen, er war jedoch bereits zuvor von der La Salle University freigestellt worden.
Nach seiner Zeit an der La Salle University wechselte er zur Towson University. In seinen beiden letzten Collegejahren konnte er dort unter anderem einen Schnitt von 26,1 bzw. 25,3 Punkten pro Spiel erzielen, wurde aber trotzdem im NBA-Draft 2007 nicht ausgewählt.

### Ausland
Daraufhin wechselte er in die Türkei, und wiederum danach zum europäischen Spitzenverein FC Barcelona, bei dem er allerdings schwach spielte. Er wechselte daraufhin zu Pallacanestro Treviso, wo er sich wieder stark verbesserte und in das All-Eurocup Second Team der Saison 2008/09 gewählt wurde. Nach seinem Wechsel zu CB Málaga blieb seine Leistung gut, sodass ihn die San Antonio Spurs unter Vertrag nahmen.

### NBA

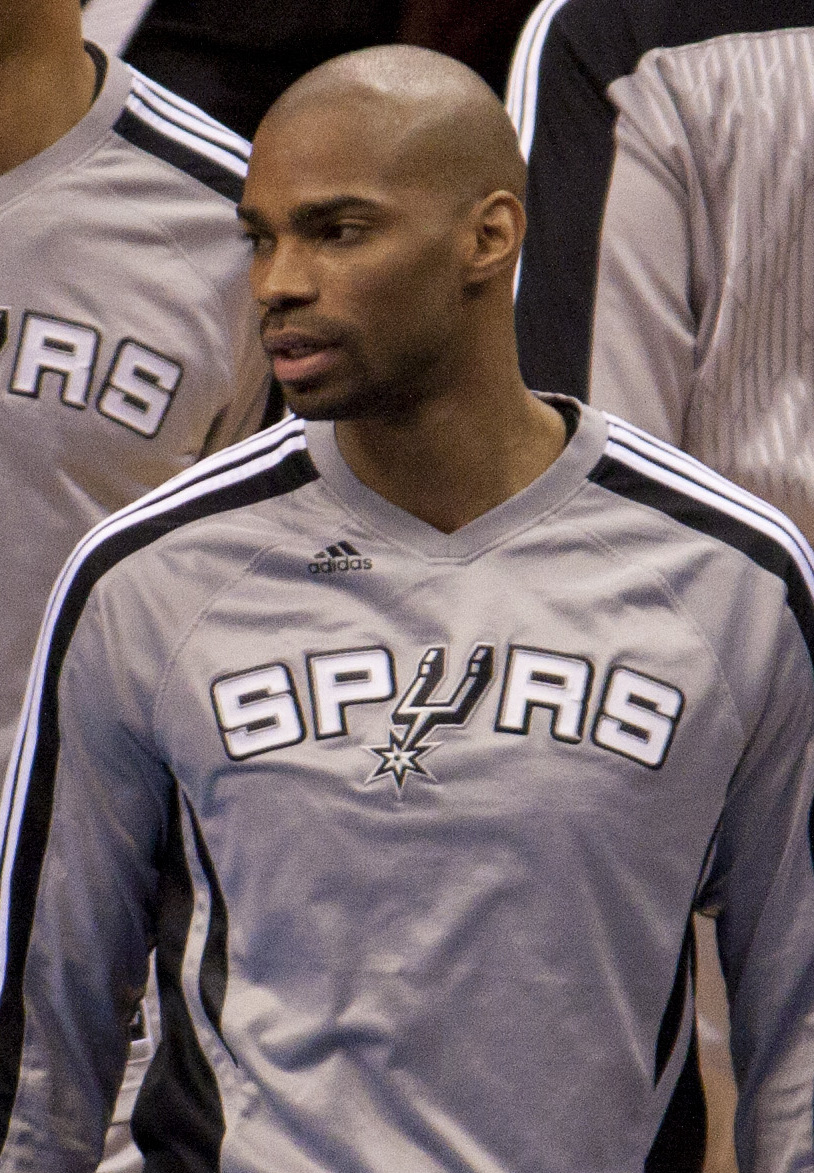
Neal im Trikot der Spurs, 2010

In seiner ersten Saison dort konnte er über 9 Punkte in 21 Minuten pro Spiel erreichen und wurde ins NBA All-Rookie First Team gewählt.
Vor der Saison 2013/14 wechselte er als Free Agent zu den Milwaukee Bucks. Dort konnte er jedoch nicht wie erhofft sportlich überzeugen. Bereits im Februar 2014 wurde er von den Bucks zu den Charlotte Hornets transferiert.
Auch 2014/2015 lief Neal zunächst für die Hornets auf. Im Februar 2015 wurde er jedoch via Trade von den Hornets zu den Minnesota Timberwolves transferiert.
Im Sommer 2015 wechselte er zu den Washington Wizards. Dort spielte er bis zum Ende der NBA-Saison 2015/16.

### Ab 2016
Im Dezember 2016 unterschrieb Neal einen Vertrag bei den Westchester Knicks aus der NBA-G-League. Am 2. Januar 2017 transferierten diese ihn im Rahmen eines Tauschgeschäfts zu den Texas Legends. Nach einem Kurzvertrag (10-Day-Contract) bei den Atlanta Hawks aus der NBA am 18. Januar 2017 wechselte er wieder zurück in die G-League zu den Legends. Am 30. Januar 2017 wurde er abermals getraded, diesmal zu den Reno Bighorns (G-League).
Zu Beginn der Saison 2017/18 unterschrieb Neal bei Basket Saragossa aus der spanischen Liga ACB. Nach durchschnittlich 22,7 Punkten und 4 Assists in drei Spielen des Monats November wurde er als Spieler des Monats ausgezeichnet. Am Ende der Saison wurde er Dritter im Voting des Most Valuable Players der Liga ACB.
Im Dezember 2018 wechselte er zum türkischen Club Banvit BK, wo er bis Ablauf der Spielzeit aktiv war. Im Anschluss daran begann er seine Karriere als Trainer.